# Leslie Lamport
Leslie Lamport (n. 7 februarie 1941, New York City, New York, SUA) este un informatician american, matematician și programator renumit.
A lucrat ca informatician la Massachusetts Computer Associates, SRI International, Digital Equipment Corporation, și Compaq. În 2001 s-a alăturat echipei de informaticieni de la Microsoft Research din Mountain View în California.
Ca cercetător, Lamport a contribuit la dezvoltarea teoriei sistemelor distribuite. Lucrările sale cele mai reprezentative în acest domeniu sunt:
- "Time, Clocks, and the Ordering of Events in a Distributed System"
- "Distributed snapshots: determining global states of distributed systems"
- "The Byzantine Generals Problem"
- "The Part-time Parliament"

Dr. Lamport a primit 4 distincții Doctor honoris causa de la universitățile europene: Universitatea din Rennes și Universitatea din Kiel în 2003, EPFL în 2004, Universitatea din Lugano în 2006. În 2004 a primit Premiul IEEE Piore pentru contribuțiile sale aduse doemniului procesării informațiilor, în relație cu informatica.
Leslie Lamport a devenit faimos și este cunoscut și datorită faptului că este dezvoltatorul inițial al al sistemului de preparare a documentului LaTeX.